# Astaena cognata
Astaena cognata är en skalbaggsart som beskrevs av Hermann Burmeister 1855. Astaena cognata ingår i släktet Astaena och familjen Melolonthidae. Inga underarter finns listade.